# HEXAGONAL
《HEXAGONAL》은 2009년 10월 6일에 발매한 대한민국의 힙합 듀오 리쌍의 정규 6집 음반이다.

## 발표
2009년 9월, 리쌍의 정규 6집 발매 소식이 언론을 통해 공개되었다. 또한 타이틀 곡의 뮤직비디오는 영화감독 류승완이 촬영하고 류승범과 이효리가 출연했다는 소식이 알려졌다. 그러나 전곡 재믹싱 작업이 결정되면서 실제 발표는 한 달 여가량 늦은 10월 6일 이루어졌다.

## 설명
- 'Enzo.B'는 길의 전 여자친구이자 쥬얼리의 멤버였던 박정아를 의미한다. 길이 박정아를 부르는 애칭이 '멸치'인데, 멸치의 영어단어 'Anchovy'를 변형한 것이다[3]. 박정아는 "Hexagonal(Intro)"과 "내 몸은 너를 지웠다"까지 총 두 곡에 참여하였다.
- "벌칙(Skit)"에 등장하는 대화에서 길의 상대방 남자 목소리의 주인공은 김제동이다.
- 류승범과 이효리는 "헤어지지 못하는 여자, 떠나가지 못하는 남자"의 뮤직 비디오에 노개런티로 출연하였다. 배우 류승범은 평소 리쌍과의 친분, 가수 이효리는 2008년 그녀의 첫 콘서트 '이효리 1st Concert - 천하무적이효리'에 게스트로 출연해 준 것이 인연이 되었다.

## 표절 시비
- 타이틀 곡이 표절시비가 있었다. 리쌍은 이 곡을 공식적으로 샘플링한 것이라고 보도하였다.[4]

## 수록곡
| #             | 제목                                                        | 작사                                                 | 작곡                                                       | 재생 시간 |
| ------------- | ----------------------------------------------------------- | ---------------------------------------------------- | ---------------------------------------------------------- | --------- |
| 1.            | 〈HEXAGONAL (Intro)〉 (Feat. Enzo.B)                        | Bizzy                                                | 길, PEEJAY                                                 | 3:47      |
| 2.            | 〈우리 지금 만나〉 (Feat. 장기하와 얼굴들)                  | 개리, 장기하                                         | 길, 장기하                                                 | 3:34      |
| 3.            | 〈헤어지지 못하는 여자, 떠나가지 못하는 남자〉 (Feat. 정인) | 개리, Russel Leon, Bramlett Bonnie, Bramlett Delaney | 길, PEEJAY, Russel Leon, Bramlett Bonnie, Bramlett Delaney | 4:44      |
| 4.            | 〈Carousel〉 (Feat. 이적)                                   | 개리                                                 | 길, Double Dragon                                          | 4:13      |
| 5.            | 〈변해가네〉 (Feat. 정인)                                   | 김창기, 개리                                         | 김창기                                                     | 3:45      |
| 6.            | 〈부서진 동네〉 (Feat. Lucid Fall)                          | 개리, 루시드 폴                                      | 루시드 폴                                                  | 4:35      |
| 7.            | 〈일터〉 (Feat. Bizzy)                                      | 개리                                                 | 길, Keeproots                                              | 3:29      |
| 8.            | 〈Journey〉 (Feat. Casker)                                  | 개리, 이준오                                         | 길, 이준오                                                 | 3:30      |
| 9.            | 〈Dying Freedom〉 (Feat. 김바다)                            | 김바다, 개리                                         | 김바다                                                     | 3:30      |
| 10.           | 〈벌칙〉 (Skit)                                             | -                                                    | -                                                          | 0:52      |
| 11.           | 〈운명〉 (Feat. Malo)                                       | 개리                                                 | 길, 랍티미스트                                             | 3:41      |
| 12.           | 〈Canvas〉 (Feat. Tiger JK, Dynamic Duo, Bizzy)             | 개리, Tiger JK, 최자, 개코, Bizzy                    | 길, Double Dragon                                          | 3:49      |
| 13.           | 〈Run〉 (Feat. YB)                                          | 개리                                                 | 윤도현                                                     | 3:56      |
| 14.           | 〈To. LeeSSang〉                                            | 개리                                                 | 길                                                         | 3:40      |
| 15.           | 〈내 몸은 너를 지웠다〉 (Skit)                              |                                                      |                                                            | 1:21      |
| 16.           | 〈내 몸은 너를 지웠다〉 (Feat. Enzo.B)                      | 개리                                                 | 랍티미스트                                                 | 4:44      |
| 총 재생 시간: | 총 재생 시간:                                               | 총 재생 시간:                                        | 총 재생 시간:                                              | 57:07     |

## 차트 성적

### 가온 차트
- 앨범 차트 : Hexagonal - 1위
- 디지털 종합 차트 :

| 곡명                                             | 최고순위 (종합) |
| ------------------------------------------------ | --------------- |
| "Intro (Hexagonal) (Featuring Enzo.B)"           | 141             |
| "우리 지금 만나 (Feat. 장기하와 얼굴들)"         | 35              |
| "헤어지지 못하는 여자, 떠나가지 못하는 남자"     | 1               |
| "Carousel (Featuring 이적)"                      | 26              |
| "변해가네 (Featuring 정인)"                      | 72              |
| "부서진 동네 (Featuring Lucid Fall)"             | 85              |
| "일터 (Featuring Bizzy)"                         | 81              |
| "Journey (Featuring Casker)"                     | 96              |
| "Dying Freedom (Featuring 김바다)"               | 107             |
| "Skit - 벌칙"                                    | 135             |
| "운명 (Featuring Malo)"                          | 93              |
| "Canvas (Featuring Tiger JK, Dynamic Duo, BIZZY" | 77              |
| "Run (Featuring YB)"                             | 79              |
| "To. LeeSSang."                                  | 101             |
| "Skit - 내 몸은 너를 지웠다"                     | 126             |
| "내 몸은 너를 지웠다 (Featuring Enzo.B)          | 43              |